# Melitograis gilolensis
Melitograis gilolensis là một loài chim trong họ Meliphagidae.